# Seydlitz (incrociatore)
Il Seydlitz fu un incrociatore pesante della Kriegsmarine tedesca, quarta unità della Classe Admiral Hipper. L'incrociatore non venne completato e non entrò mai in servizio.

Il varo del Seydlitz

Impostato nei cantieri Deschimag di Brema il 12 dicembre 1936, lo scafo venne varato il 19 gennaio 1939 con il nome di Seydlitz, in onore di Friedrich Wilhelm von Seydlitz, generale della cavalleria prussiana. Allo scoppio della seconda guerra mondiale l'unità era completa per due terzi, ma la mancanza di materie prime e la precedenza data alla costruzione di sommergibili rispetto alle navi di superficie ne rallentarono i lavori di completamento. Insieme al gemello Lützow, parimenti incompleto, venne offerto in vendita alla Marina sovietica, ma l'offerta venne declinata.
Il 26 agosto 1942 venne deciso di trasformare l'incrociatore, ormai completo al 90%, in portaerei; la sempre più grave carenza di materie prime portò all'abbandono del progetto nel gennaio 1943. Lo scafo venne quindi trainato a Königsberg, dove il 10 aprile 1945 venne affondato per bloccare il porto, ormai prossimo ad essere conquistato dai sovietici. Recuperato dai sovietici nel 1946, venne trainato a Leningrado; ribattezzato Poltava e adibito temporaneamente a nave-caserma, se ne ipotizzò il completamento, ma la mancanza di fondi portò alla cancellazione del programma e lo scafo venne demolito a partire dal 1958.